# Pecetto Torinese
Pecetto Torinese és un comune (municipi) de la ciutat metropolitana de Torí, a la regió italiana del Piemont, situat a uns 7 quilòmetres al sud-est de Torí. A 1 de gener de 2019 la seva població era de 4.045 habitants.
Pecetto Torinese limita amb els següents municipis: Torí, Pino Torinese, Chieri, Moncalieri, Cambiano i Trofarello.